# La luna (Noemi)
| Recensione       | Giudizio |
| ---------------- | -------- |
| All Music Italia |          |
| Rockol           | 6/10     |

La luna è il quinto album in studio della cantante italiana Noemi, pubblicato il 9 febbraio 2018 dalla Red Sap Music e distribuito da Sony Music.

## Descrizione
L'album è composto da 13 brani e contiene il brano presentato al Festival di Sanremo 2018, Non smettere mai di cercarmi. L'artista spiega il titolo del disco affermando di essersi ispirata al brano Dillo alla luna di Vasco Rossi, alla volontà di parlare alla luna, in cerca di fortuna. L'album mostra due anime ben distinte della cantante, quella più lunatica, elettronica e quella un po’ più classica, blues. Altri generi presenti nel disco sono il rock, la musica d'autore e il country come in My Good Bad and Ugly.
La luna contiene anche importanti collaborazioni tra cui quella con Tommaso Paradiso per il singolo Autunno, con Giuseppe Anastasi con il brano L'attrazione e Tricarico che firma La luna storta. Noemi omaggia Lucio Dalla nella composizione e produzione di Oggi non esisto per nessuno e in Domani, brano prodotto con Celso Valli.

## Promozione
La promozione del disco è iniziata a settembre 2017 con la pubblicazione del primo singolo Autunno e seguita a dicembre con l'estratto I miei rimedi, Inoltre il progetto è stato pubblicato in occasione della partecipazione al Festival di Sanremo 2018 di Noemi.

## Tracce
Crediti riportati sul sito della SIAE.
1. Non smettere mai di cercarmi – 3:09 (testo: Massimiliano Pelan, Fabio De Martino, Veronica Scopelliti – musica: Massimiliano Pelan, Fabio De Martino, Diego Calvetti)
2. Porcellana – 3:08 (testo: Emiliano Cecere – musica: Emiliano Cecere, Diego Calvetti)
3. Autunno – 3:10 (Dario Faini, Tommaso Paradiso)
4. L'attrazione – 3:00 (Giuseppe Anastasi)
5. Oggi non esisto per nessuno – 3:10 (testo: Gerardo Pulli – musica: Piero Romitelli, Gaetano Curreri)
6. Un giorno eccezionale – 3:34 (testo: Emiliano Cecere, Marco Rettani, Diego Calvetti – musica: Emiliano Cecere, Nicola Marotta, Diego Calvetti)
7. I miei rimedi – 3:40 (Dario Faini, Daniele Incicco, Roberto Casalino)
8. Love Goodbye – 2:56 (testo: Diego Calvetti, Marco Rettani, Veronica Scopelliti – musica: Diego Calvetti)
9. Bye Bye – 3:18 (Niccolò Verrienti, Giulia Capone, Alessandra Flora)
10. Sei la mia vita – 3:13 (testo: Diego Calvetti, Marco Rettani – musica: Emiliano Cecere, Veronica Scopelliti)
11. La luna storta – 4:05 (testo: Francesco Tricarico, Veronica Scopelliti, Giancarlo Pedrazzini – musica: Francesco Tricarico)
12. My Good Bad and Ugly – 4:06 (Penny Forter, Mattheos Weedon, Veronica Scopelliti)
13. Domani – 4:03 (testo: Lucio Dalla – musica: Bruno Incarnato) – originariamente interpretata da Lucio Dalla

Durata totale: 44:32

## Classifiche
| Classifica (2018) | Posizione massima |
| ----------------- | ----------------- |
| Italia            | 13                |